# 佐原光一
佐原 光一（さはら こういち、1953年〈昭和28年〉11月10日 - ）は、日本の政治家、国土交通官僚。愛知県豊橋市長（3期）を歴任した。

## 経歴

### 生い立ち

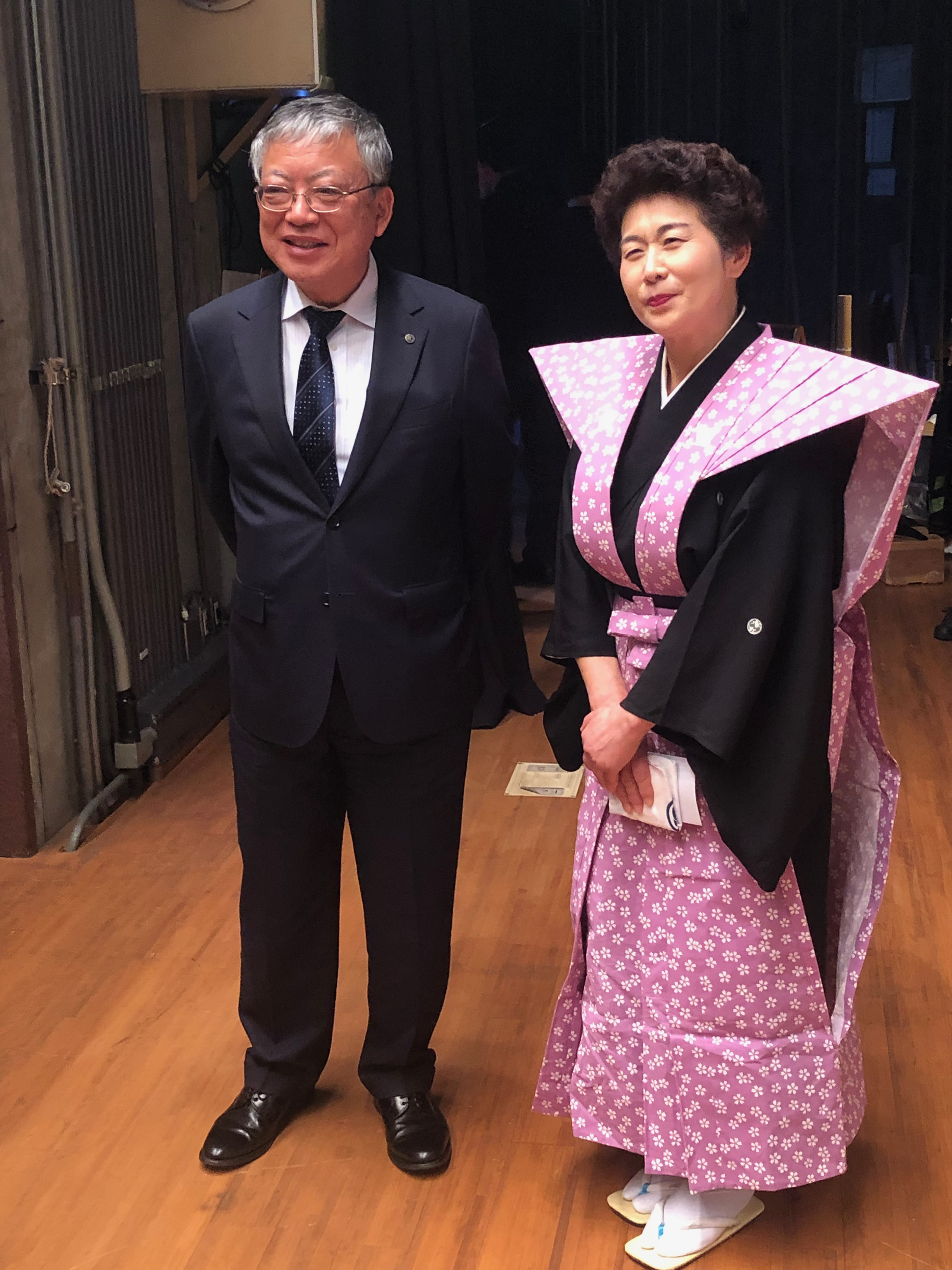
佐原光一と阿波人形浄瑠璃平成座座長竹本友幸

愛知県豊橋市出身。豊橋市立栄小学校、豊橋市立南部中学校、愛知県立時習館高等学校卒業。
1976年（昭和51年）3月、東京大学工学部航空学科卒業。同年4月、運輸省（現・国土交通省）港湾局に入省。1986年（昭和61年）、外務省に出向。在ブラジル日本国大使館一等書記官に就任。運輸省第三港湾建設局境港工事事務所長、パナマ共和国海運庁（国際協力事業団（現・国際協力機構(JICA)）長期専門家）、国土交通省港湾局環境・技術課長などを務めた。境港工事事務所長時代には、鳥取県境港市の水木しげるロードプロジェクトに尽力した。
2007年（平成19年）5月、国土交通省中部地方整備局副局長に就任。

### 2008年豊橋市長選挙
自民党衆議院議員の山本明彦は港湾関連の勉強会のトップを務めていたときに港湾局課長だった佐原と知り合った。「三河湾の発展に役立つ人物だ」と佐原に目を付け、2007年（平成19年）夏から、佐原の時習館高校の同級生らとともに、翌年の豊橋市長選挙に向けて佐原擁立の動きを本格化させた。佐原は「天下り、道路特定財源など負のイメージが強い国交省官僚が市民に受け入れられるか」と当初迷ったというが、早い段階で決意を山本に伝えた。やがて、元市議会議長の市川健吾が市長選への出馬を表明する。
2008年（平成20年）1月8日付で国土交通省を退職。1月9日に日本港湾協会の港湾政策研究所長代理に就任した。2月23日、出馬表明。3月に開かれた自民党豊橋市支部の役員会で、同党県議の小久保三夫は「自分も候補者の一人」と意欲を示した。市川、佐原、小久保の3人のうちから一人に絞ることになったが、3月27日、党支部から一任された自民系市議24人は佐原への一本化を決定した。小久保陣営は「こちらの市長選への思いを一切聞いていない。密室政治だ」と反発。3月29日の後援会の会合で小久保が出馬表明する動きにつながった。5月、市川健吾は出馬を断念。
民主党は、早川勝市長の多選への懸念から、東海テレビ放送スポーツ事業部長の河合誠に出馬を要請。さらに6月5日、党愛知県第15区総支部長の森本和義らは市役所に出向き、これまで連合愛知から推薦を受けてきた早川に「多選批判もあり推薦できない。党としては新人を擁立したい」との考えを伝えた。
同年6月10日、早川は市議会定例会で芳賀裕崇市議からの質問に対し、「二大政党の中で市長選が争われるのは好ましくないという結論にいたった。私の場合は市民党であるから、したがって、11月の選挙のときには挑戦をしたい」と述べ、4選出馬を明らかにした。早川は1996年の初当選時、「推されても3期まで」と公言していた。それゆえ議場からはどよめきが起こり、各政党・団体関係者は対応に追われた。
同年6月30日、連合愛知豊橋地域協議会は早川を推薦する方針を決定。民主党が出馬を要請してきた河合は7月1日、新聞の取材に、出馬しない意向を明らかにした。早川が出馬表明した直後から、小久保に断念を促す動きが加速し、党幹部や財界の一部が小久保や後援会関係者の説得に乗り出した。しかし小久保は7月、約30年間在籍した自民党から離党するという後戻りできない所へ向かった。
同年7月8日、自民党県連は佐原の推薦を決定した。同日、佐原の後援会設立総会が開かれる。農林水産大臣の若林正俊や中部経済連合会副会長の神野信郎らが出席し「有力候補」を印象づけたが、佐原は企業回りをする中で自民党関係者に「党は組織として彼（小久保）を何とかできないんですか」と不満をぶちまけた。自民党の分裂状態に、早川の後援会のある幹部は「戦わずして勝った」と高笑いした。
同年11月9日、市長選が執行。前自民党県議の小久保、4選を目指す現職の早川を破り初当選を果たした。11月17日、市長就任。
※当日有権者数：289,228人 最終投票率：45.55%（前回比：13.8pts）
| 候補者名   | 年齢 | 所属党派 | 新旧別 | 得票数   | 得票率 | 推薦・支持         |
| ---------- | ---- | -------- | ------ | -------- | ------ | ------------------ |
| 佐原光一   | 55   | 無所属   | 新     | 51,102票 | 39.17% | （推薦）自由民主党 |
| 小久保三夫 | 67   | 無所属   | 新     | 43,481票 | 33.33% |                    |
| 早川勝     | 67   | 無所属   | 現     | 35,868票 | 27.50% | （推薦）連合愛知   |

### 2012年豊橋市長選挙
2012年（平成24年）、自民党と連合愛知の推薦を受けて立候補。元自由民主党衆議院議員の杉田元司との一騎打ちを制し再選。
※当日有権者数：291,834人 最終投票率：41.16%（前回比：4.39pts）
| 候補者名 | 年齢 | 所属党派 | 新旧別 | 得票数   | 得票率 | 推薦・支持                   |
| -------- | ---- | -------- | ------ | -------- | ------ | ---------------------------- |
| 佐原光一 | 59   | 無所属   | 現     | 62,867票 | 53.04% | （推薦）自由民主党・連合愛知 |
| 杉田元司 | 61   | 無所属   | 新     | 55,671票 | 46.96% |                              |

### 2016年豊橋市長選挙
2016年（平成28年）、日本共産党県委員の串田真吾を破り3選。
※当日有権者数：299,984人 最終投票率：29.82%（前回比：11.34pts）
| 候補者名 | 年齢 | 所属党派 | 新旧別 | 得票数   | 得票率 | 推薦・支持                 |
| -------- | ---- | -------- | ------ | -------- | ------ | -------------------------- |
| 佐原光一 | 63   | 無所属   | 現     | 63,600票 | 72.41% | （推薦）自由民主党・公明党 |
| 串田真吾 | 40   | 無所属   | 新     | 24,239票 | 27.59% | （推薦）日本共産党         |

### 2020年豊橋市長選挙
2020年（令和2年）3月26日、国民民主党所属の浅井由崇県議が任期満了に伴う市長選挙に立候補することを表明。佐原は同年6月20日に開いた後援会幹部の会合と、6月21日に開いた自民党豊橋支部の会合に相次いで出席し、市長選での支援を要請。7月1日、記者会見し、市長選出馬を正式表明した。会見には新しく後援会長に就任した前JA豊橋組合長、選挙事務長に就く予定の山本明彦、選対本部長に就く予定の根本幸典らも同席した。9月28日、弁当販売業の鈴木美穂が出馬表明。10月4日、日本共産党は候補者を立てず、浅井由崇を独自に支援することを決定。10月7日、佐原陣営は企業団体後援会の設立総会を行うとともに、政治資金パーティーを開催した。
11月8日に執行された市長選で、連合愛知の推薦を受けた浅井由崇に大差で敗れ落選した。佐原は元々、4選を目指す早川勝への多選批判と、「市長任期の3期12年の条例化」を掲げて初当選した経緯もあり、浅井から矛盾をつかれ苦戦。また、わずか1カ月前に出馬表明した新人女性に1万票も取られるなど、自民公明の統制力の低下が浮き彫りとなった。11月16日、市長を退任。
※当日有権者数：297,830人 最終投票率：43.14%（前回比：13.32pts）
| 候補者名 | 年齢 | 所属党派 | 新旧別 | 得票数   | 得票率 | 推薦・支持                               |
| -------- | ---- | -------- | ------ | -------- | ------ | ---------------------------------------- |
| 浅井由崇 | 58   | 無所属   | 新     | 68,977票 | 54.27% | （推薦）連合愛知、（自主支援）日本共産党 |
| 佐原光一 | 66   | 無所属   | 現     | 48,085票 | 37.83% | （推薦）自由民主党・公明党               |
| 鈴木美穂 | 46   | 無所属   | 新     | 10,034票 | 7.89%  |                                          |

2024年（令和6年）11月の秋の叙勲において、旭日中綬章を受章した。

## 市政・人物

### ユニチカ跡地売却訴訟問題

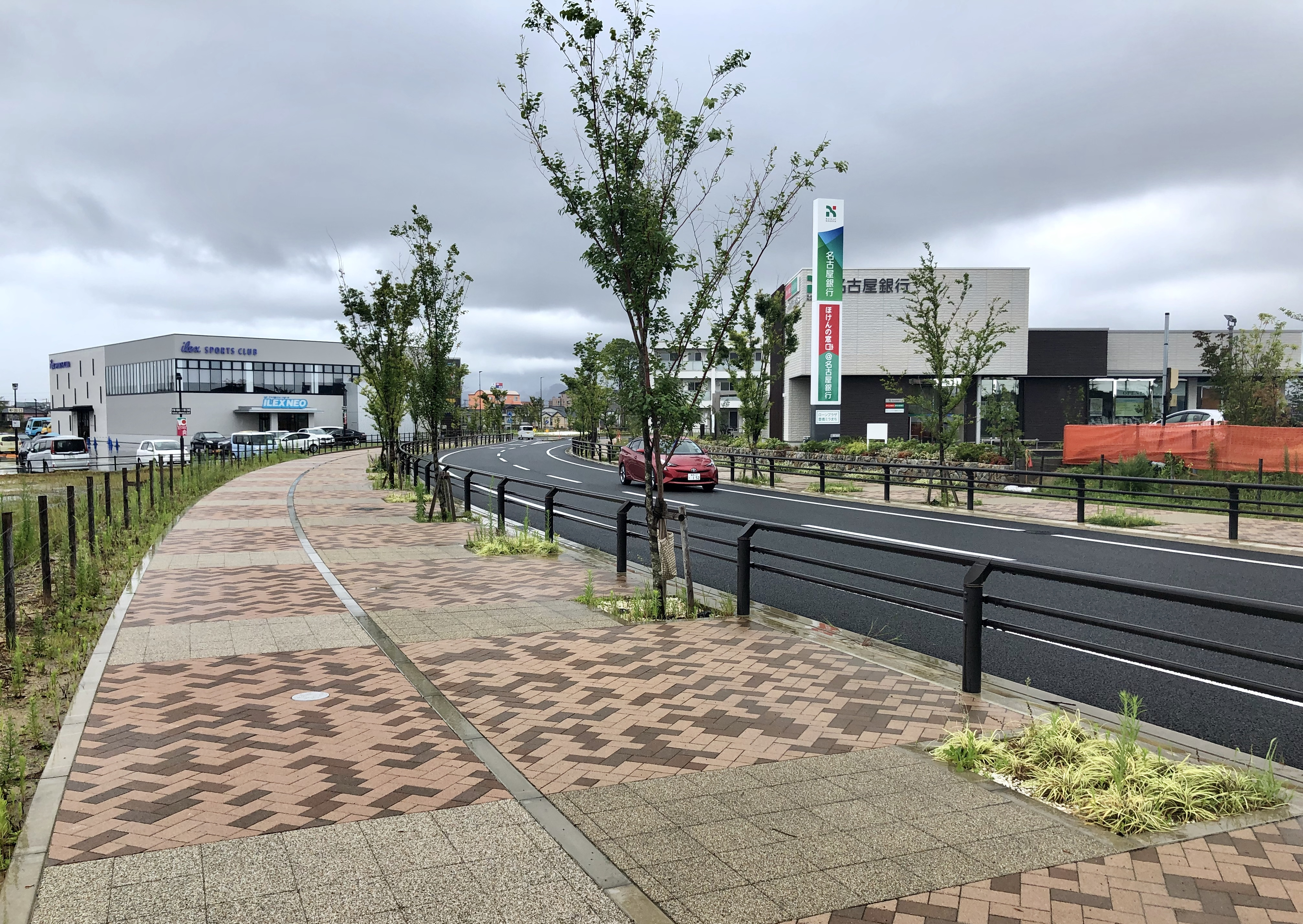
豊橋市曙町松並のユニチカ跡地。2020年7月に住民訴訟で佐原は敗訴したが、積水ハウスは着々と開発を進めている。造成中の「コモンステージ ミラまち」。

2014年（平成26年）10月9日、ユニチカは佐原宛に文書で、「市内曙町松並の豊橋事業所を2015年3月末までに閉鎖し、敷地は再開発を前提とする第三者へ売却する」旨の通知をした。提出された文書には「今後、敷地の売却及び開発を行うにあたり、豊橋市様にご相談させて頂きたい」と記載されていた。豊橋事業所は、不織布の自動車内装材や健康キノコのハナビラタケなどの生産拠点だったが、大部分が遊休地になっていた。
2015年（平成27年）4月9日、ユニチカが豊橋事業所を閉鎖する方針を固めたことが新聞等で報道された。同年10月1日、ユニチカは事業所跡地約27万平方メートルを積水ハウスに63億円で売却。この土地は1951年（昭和26年）4月にユニチカ（当時の社名は大日本紡績株式会社）が市から無償で譲り受けた旧軍用地で、締結された契約書には「大日本紡績株式会社は、将来敷地の内で使用する計画を放棄した部分は、これを豊橋市に返還する」と記載されていた。豊橋市民130人は無償で譲り受けた土地を売却したのは契約違反として、2016年（平成28年）8月23日、ユニチカに63億円の損害賠償を支払わせるよう、市長である佐原に求める訴えを提起した。原告団の団長は愛知大学名誉教授の宮入興一。
2018年（平成30年）2月8日、名古屋地方裁判所は住民側の訴えを認め、佐原に全額の請求を命じた。佐原は「賠償請求できる立場にない」として、2月19日、補助参加人のユニチカとともに控訴した。
2019年（令和元年）5月18日、積水ハウスがユニチカ跡地で造成を進める複合開発地「コモンステージ ミラまち」が一般公開される。
同年7月16日、名古屋高等裁判所は「工場などに使っていなかった一部の土地は返還義務があり、市は賠償請求すべきだ」として、訴えを全面的に認めた一審判決を変更し、佐原に約20億9千万円の請求を命じた。遅延損害金の請求も認めた。被告の佐原、補助参加人のユニチカ、原告側の住民がそれぞれ、7月29日付で上告した。
同年9月20日、佐原は積水ハウスから、複合開発地のラウンドアバウトに近接する弥生町中原の土地275平方メートルのうち10分9を購入した。
2020年（令和2年）7月21日、最高裁は同日付の決定で、住民側、市側双方の上告を退けた。約20億9千万円を請求するよう佐原に命じた二審判決が確定した。これを受けて佐原は8月27日付でユニチカへ賠償金と遅延損害金の支払いを求めた。8月31日、ユニチカは市に約26億円を支払った。

### 豊橋公園の新アリーナ建設計画
2017年（平成29年）3月24日、首相官邸で開かれた第6回未来投資会議に佐原は出席。豊橋公園の芝生広場に多目的屋内施設（新アリーナ）を建設する構想を発表した。同年12月29日、新アリーナの建設・運営に関して、民間事業者から事業提案を募る方針を発表。
2018年（平成30年）9月21日、市は「新アリーナ」の建設・運営について、協議する対象事業者をゼビオホールディングスの子会社のクロススポーツマーケティング株式会社（以下、XSM）に決定した。XSMの提案によると、建築面積は6,790平方メートル。競技場面積はバスケットボールコート3面分。年間を通してアイスリンクの利用が可能。XSMが初期投資となる建設費50億円の全額を負担。30年間の更新・修繕費30億円と運営費の30億円も負担する。市は30年間で使用料60億円を支払い、更新・修繕費1億円を負担する。駐車場不足などが課題とされているが、市は2021年9月の供用開始を目指すと述べた。
2019年（令和元年）6月12日、市は最終の基本協定案をXSMに提示。6月28日、XSMは基本協定の条件として、バスケットボールB1リーグチーム「三遠ネオフェニックス」が新アリーナを30年間使い続けることを、チームの運営会社、株式会社フェニックスと市の間で確約するよう求めた。市は、今後の協議の継続は難しいとして、7月9日付でXSMとの協議を打ち切った。
同年10月、地元経済界の有志らによる団体「新アリーナを求める会」が設立された。種苗会社「トヨタネ」の代表取締役社長で豊橋駅前大通商店街振興組合理事長を務める川西裕康ら7人が発起人代表に就いた。
2020年（令和2年）2月27日、「新アリーナを求める会」は、新アリーナの早期建設を求める請願を2万8270人の署名簿を添え、市議会議長の豊田一雄に提出した。
同年10月8日、「新アリーナを求める会」は公開質問状を候補予定者3人に送付した。佐原は「豊橋公園で、ただちに建設する」と回答し、前県議の浅井由崇は「豊橋公園以外。着手時期は未定」と回答した。市長選挙は11月8日に行われ、佐原は浅井に敗れた。翌9日、浅井は「場所は白紙に戻す」と述べた。

### 新型コロナウイルス感染症対策
2020年（令和2年）4月22日、新型コロナウイルス感染症対策で休業や営業時間短縮の要請に取り組んだ市内の中小事業者や個人事業主に、25万円を支給する独自の協力金制度を設けると発表した。午前5時から午後8時の間に営業する事業者が1時間以上時短した場合に支給する。県から協力金がもらえない事業者の支援を目的とする。
同年4月27日、佐原、有野充朗と金田英樹の両副市長、山西正泰教育長の4人の5月から2021年3月までの11か月分の給与を、月額10%削減すると発表した。削減額は合計約400万円。条例改正案は4月30日の市議会臨時会に提出され、可決された。

### その他
- 2008年（平成20年）の市長選挙に際して「市長任期の3期12年を条例化（多選禁止条例の策定）」を選挙公約に掲げていたが[29]、豊橋市では現在も制定されていない。
- 作曲家の古関裕而と、豊橋市出身の妻・古関金子を主人公にした連続テレビ小説の製作を求める運動を、市長として行った。2017年（平成29年）には、テレビドラマプロデューサーの菅康弘NHK理事に面会し、15万件を超えた署名及び要望書を手渡した[65]。要望活動の甲斐あって、2019年（平成31年）2月28日、NHKは古関裕而夫妻の半生を描いたドラマ『エール』の製作発表を行った。『エール』は2020年（令和2年）3月30日に放送開始した[66]。
- 2019年（平成31年）2月5日、動物の愛護や管理の拠点として「動物愛護センター」を設置する方針を打ち出した[67]。県内では豊田市、岡崎市がすでにセンターを稼働させていたが、豊橋市にはなかった[68]。
- 2019年（平成31年）4月21日執行の豊橋市議会議員選挙に際して、長坂尚登市議が、豊橋市役所に投票を依頼する内容の電子メールを送信。長坂は法（公職選挙法第142条の4第2項）で定めるところの「送信の求め・同意の通知」を相手先から受け取っておらず、公選法違反の疑いがもたれた[69]。さらに市職員がこの電子メールを庁内で転送したことから、同年12月11日、佐原は自身の2020年1月分の給料を10％減額すると発表した[70]。
- 豊橋市駅前大通の再開発事業を巡る土地の等価交換で市民に損害を与えたとして、寺本泰之市議は2019年（令和元年）8月に住民監査請求したが、豊橋市監査委員は「財務会計上の行為があった日から1年を経過している」などとして退けた。寺本は同年9月18日付で佐原を相手取り、約3億5,000万円を「豊橋駅前大通二丁目地区市街地再開発組合」[71]に請求するよう求める訴えを名古屋地裁に起こした[72]。
- 2019年（令和元年）11月、佐原が社長を務める第三セクター「東三河食肉流通センター」は、同センター役員の親族の通夜・告別式の際、豊橋市長の名で供花と香典を送った。公職選挙法は、政治家が役員を務める関係会社は、選挙区内の人に対し、どんな名義かを問わず政治家名を表示して香典や供花などを送る寄付行為を禁じているため問題となった[73]。
- 2020年（令和2年）8月1日、性的少数者（LGBTなど）の市民の悩みについて、専門の相談員が面談して解決をはかる相談窓口が開設された。対面式の相談窓口が設置されるのは県内では初めて。当事者だけでなく、友人、家族、支援者も相談可能。LGBTの支援を行う外部の団体の相談員が面談する[74][75]。